# Pavel Schnabel
Pavel Schnabel (* 1946 in Olomouc, Tschechoslowakei) ist ein tschechisch-deutscher Filmemacher und Kameramann
Pavel Schnabel ist in Olomouc geboren und in Liberec aufgewachsen. Er studierte an der Film- und Fernsehakademie in Prag (FAMU), emigrierte im Jahr 1968 und arbeitet seitdem als freiberuflicher Kameramann, Regisseur und Produzent in der Bundesrepublik Deutschland.
Pavel Schnabel wurde für seine Filme mehrfach ausgezeichnet, u. a. mit dem Bundesfilmpreis: „Filmband in Gold“ (1986), dem „Adolf-Grimme-Preis in Gold“ (1982) und dem „Special Merit“ der Academy of Motion Picture Arts and Sciences, Hollywood (1983).